# Chōjū giga

En hare och några grodor i muntert Sumo-upptåg. Från första rullen av Chōjū-jinbutsu-giga

Chōjū-jinbutsu-giga (鳥獣人物戯画), "Personifierade djurkarikatyrer", ofta förkortat till Chōjū giga (鳥獣戯画), "Karikatyrer av fåglar och däggdjur", är fyra bildrullar, eller emaki.   Pergamentsrullarna ägs av buddhisttemplet Kōzan-ji i Kyoto men förvaras i Nationalmuseet i Kyoto och Nationalmuseet i Tokyo.
Rullarna genomgick en omfattande restaurering mellan 2009 och 2013, och ställdes ut i Kyotos Nationalmuseum 7 oktober - 24 november 2014
Chōjū giga är rullar med teckningar av uppsluppna djur och människor. De är från mitten av 1100-talet och utgör en japansk satirisk kritik mot det dåtida samhället. Vissa tror att rullarna skapades av Toba Sōjō, men det är svårt att verifiera. De fyra rullarna (varav vissa mäter upp till 25 meter) är målade med penslar och visar personifierade djur under mänskliga upptåg och präster engagerade i tuppfäktning eller vadslagning. Bland de sistnämnda finns allt från demoniska till verklighetsflyktiga teman.
Framställningsstilen i Chōjū giga kan fortfarande skönjas i modern manga och romaner i Japan. Chōjū-jinbutsu-giga har också lyfts fram som det äldsta arbetet i mangans förhistoria.